# Husteț, Hust
Husteț (în ucraineană Хустець) este un sat în comuna Kopașnovo din raionul Hust, regiunea Transcarpatia, Ucraina.

## Demografie
Componența lingvistică a localității Husteț
     Ucraineană (99,76%)
     Alte limbi (0,24%)
Conform recensământului din 2001, majoritatea populației localității Husteț era vorbitoare de ucraineană (99,76%), existând în minoritate și vorbitori de alte limbi.